# Jon Foo
Jonathan Patrick Foo (London, 1982. október 30. –) szingapúri-angol színész, harcművész.

## Fiatalkora
Londonban született szingapúri kínai apa és ír-angol anya gyermekeként. Apai ágon van egy húga és két féltestvére. A családja állandóan költözött. Apja karate iránti és az anyja dzsúdó iránti érdeklődése inspirálta, ezért kung fu edzésekbe kezdett. 
Foo immáron vegyes stílusban edz. A londoni kínai akrobatákkal (Gangs of New York) folytatott fesztiválokon való szerepléstől eljutott az egyik legnagyobb ázsiai filmvállalathoz való szerződtetésig.

## Pályafutása
A vusu gyakorlójaként szerepelt A sárkány bosszúja, a Batman: Kezdődik!, a Hosszú bosszú, a Left for Dead és Life (Shi cha qi xiao shi) című filmekben. Más színészek számára is végez kaszkadőrmutatványokat. A legismertebb talán Jin Kazama szerepének eljátszása a 2009-es Tekken című élőszereplős filmben. Ő játszotta Ryut a Street Fighter: Legacy című rövidfilmben.
Szerepelt a Tökéletes katona 3. – Egy új kezdet (2010) című filmben, mint első generációs katona. Feltűnt a Tűzlabda: kezdetek című thaiföldi harcművészeti-kosárlabda filmben, amely a Tűzlabda előzményfilmje. Foo filmjei közül a Bangkoki bosszú volt a második főszerepe, továbbá olyan színészekkel szerepelt mint Dominic Purcellel (A halhatatlan viking) és Danny Glover (Szöktetés a pokolból), a Csúcsformában televíziós adaptációjában pedig Lee nyomozót alakítja (a filmsorozatban Jackie Chan játszotta a szerepet).

## Filmográfia
| Év   | Cím                                 | Szerep                                                         | Megjegyzés            |
| ---- | ----------------------------------- | -------------------------------------------------------------- | --------------------- |
| 2004 | Kínainak angol, angolnak kínai      | Brian                                                          |                       |
| 2004 | 10,000 Cigarettes                   | Önmaga                                                         | Dokumentumfilm        |
| 2005 | Left for Dead                       | utcai harcos 3#                                                |                       |
| 2005 | A sárkány bosszúja                  | Vusu harcos (mint Jonathan Patrick Foo) / kaszkadőr            |                       |
| 2005 | Batman: Kezdődik!                   | Az Árnyak Ligája tagja (stáblistán nem szerepel) / kaszkadőr   |                       |
| 2005 | Hosszú bosszú                       | John (mint Jonathan Foo) / kaszkadőr (stáblistán nem szerepel) |                       |
| 2005 | Jackie, a legenda                   | Extra (stáblistán nem szerepel) / kaszkadőr                    |                       |
| 2009 | Jagoan Bouginville                  | Yosia Si Reman Marsud                                          |                       |
| 2009 | Tekken                              | Jin Kazama / kaszkadőr                                         |                       |
| 2009 | Tűzlabda                            |                                                                |                       |
| 2010 | Tökéletes katona 3. – Egy új kezdet | Vladimir                                                       |                       |
| 2010 | Street Fighter: Legacy              | Ryu                                                            |                       |
| 2010 | Tűzlabda: kezdetek                  |                                                                |                       |
| 2012 | Bangkoki bosszú                     | Manit                                                          |                       |
| 2013 | Támadás a Fehér Ház ellen           | kaszkadőr                                                      |                       |
| 2013 | A halhatatlan viking                | Yang                                                           |                       |
| 2013 | The Chrysanthemum Throne            | Taki                                                           |                       |
| 2013 | Szöktetés a pokolból                | Mercy Callo                                                    |                       |
| 2014 | Duality                             | Danny                                                          |                       |
| 2016 | Tudatalatti hadviselés              | Victor                                                         |                       |
| 2016 | Csúcsformában                       | Jonathan Lee nyomozó                                           | TV sorozat – főszerep |
| 2019 | The Outsider                        | Jing Phang                                                     |                       |

## Fordítás
- Ez a szócikk részben vagy egészben  a   Jon Foo című angol Wikipédia-szócikk fordításán alapul.  Az eredeti cikk szerkesztőit annak laptörténete sorolja fel. Ez a jelzés csupán a megfogalmazás eredetét és a szerzői jogokat jelzi, nem szolgál a cikkben szereplő információk forrásmegjelöléseként.